# Известия штаба Кавказского военного округа
Известия штаба Кавказского военного округа — журнал, издаваемый с 1904 по 1914 год в Тифлисе при Отчётном отделении (с № 15—16 — при разведывательном отделении) штаба Кавказского военного округа, по одной книге, около 4 печатных листов, в треть года. Журнал посвящён географии, этнографии и военному делу Ближнего Востока. До 1912 года вышло 33 номера. Редактор — полковник Михаил Горох.